# Hisao Kami
Hisao Kami (Hiroshima, 28. lipnja 1941.) japanski je nogometaš.

## Klupska karijera
Igrao je za Nippon Steel.

## Reprezentativna karijera
Za japansku reprezentaciju igrao je od 1964. do 1968. godine. Odigrao je 15 utakmica.
S japanskom reprezentacijom Hisao Kami je igrao na Olimpijskim igrama 1964.

## Statistika
| Japan  | Japan | Japan |
| Godina | Nast. | Gol.  |
| ------ | ----- | ----- |
| 1964.  | 1     | 0     |
| 1965.  | 3     | 0     |
| 1966.  | 5     | 0     |
| 1967.  | 4     | 0     |
| 1968.  | 2     | 0     |
| Ukupno | 15    | 0     |

## Vanjske poveznice
- National Football Teams
- Japan National Football Team Database